# Mimophobetron pyropsalis
Mimophobetron pyropsalis is een vlinder uit de familie van de grasmotten (Crambidae), uit de onderfamilie van de Spilomelinae. De wetenschappelijke naam van deze soort is voor het eerst voorgesteld als Pyrausta pyropsalis door George Francis Hampson in een publicatie uit 1904.
De soort komt voor in Florida, de Bahama's, Cuba, Mexico, Nicaragua, Costa Rica en Panama.